# Jeziorany (Śrem)

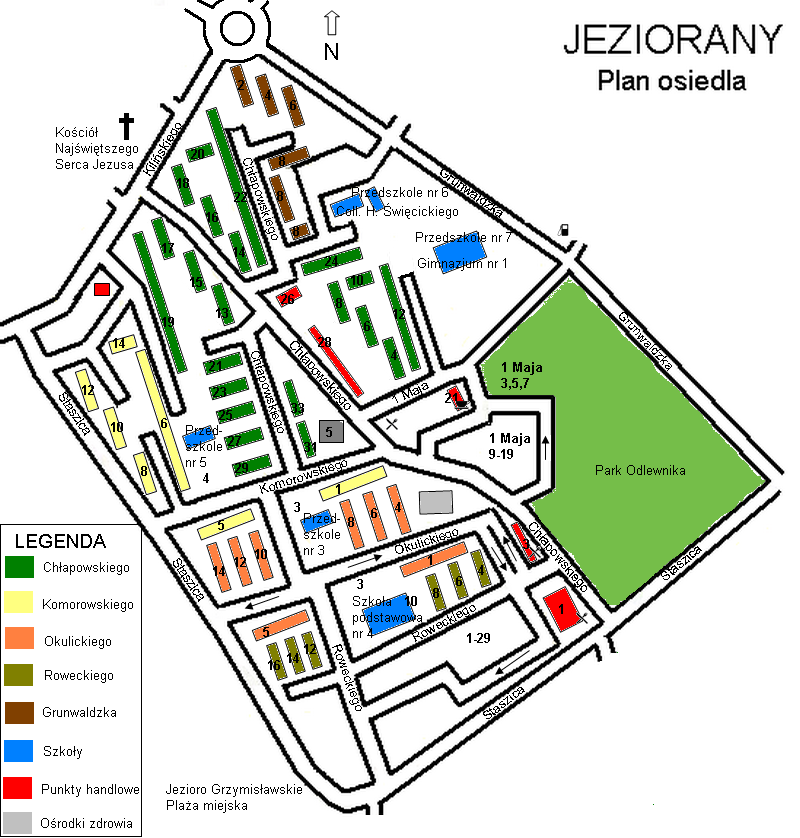
Plan osiedla

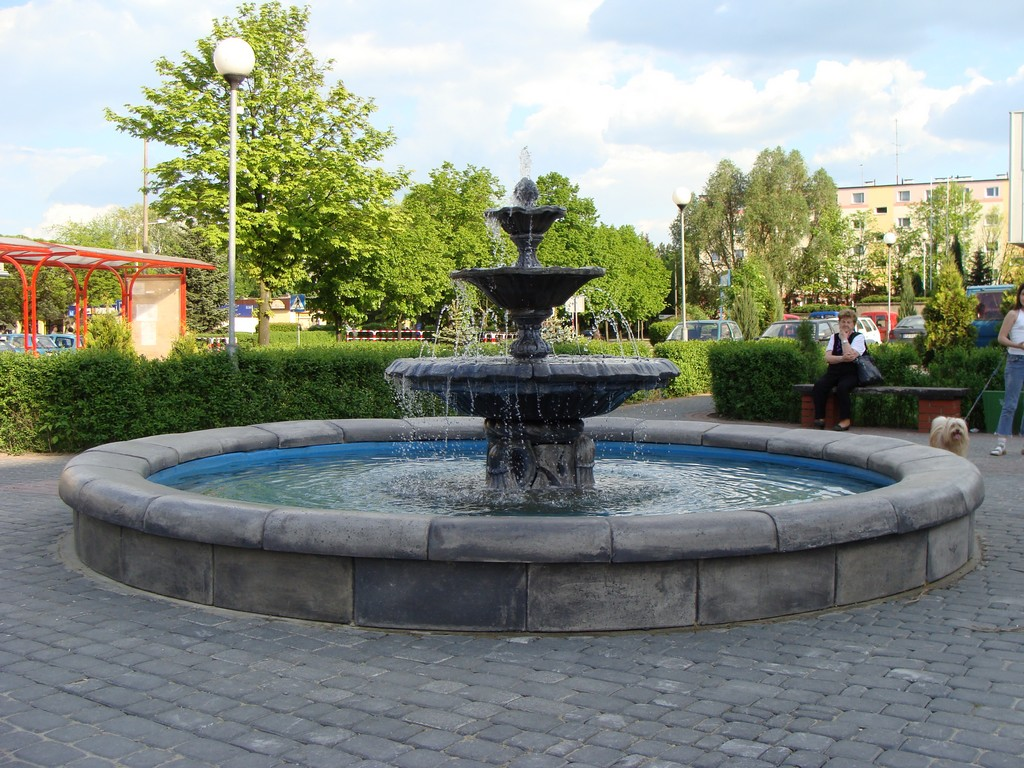
Osiedle Jeziorany

Jeziorany – południowe osiedle bloków wielorodzinnych w Śremie nad Jeziorem Grzymisławskim.

## Historia
Osiedle powstałe w latach sześćdziesiątych XX wieku, według projektu Zdzisława Podoskiego, równocześnie z wybudowaniem w Śremie Odlewni Żeliwa z 1966.

## Nazwa
Nazwa pochodzi od popularnej w latach budowy odlewni i osiedla radiowej audycji "W Jezioranach", a nawiązuje do położenia terenu nad jeziorem Grzymysławskim. Wcześniej nazwa tych terenów i okolicznych pól brzmiała "Graefling" i wzięła się od nazwiska ich właściciela.

## Ważne obiekty
- kościół pw. Najświętszego Serca Jezusa znajdujący się po drugiej stronie ulicy Kilińskiego.
- Park Odlewnika, zlokalizowany pomiędzy ulicami: Grunwaldzką, Staszica, Chłapowskiego i I Maja, służy jako teren zielony oddzielający Odlewnię Żeliwa od osiedla Jeziorany.
- Szkoła Podstawowa nr 4 im. Marii Konopnickiej przy ul. Grota-Roweckiego
- Szkoła Podstawowa nr 5 im. Polskich Noblistów przy ul. Chłapowskiego.
- Ośrodek wodny Jeziorany Jeziorem Grzymisławskim ze strzeżonym kąpieliskiem, plażą, stanicą Wodnego Ochotniczego Pogotowa Ratunkowego oraz obiektami sportowymi.
- Przystań żeglarska Odlewnik nad  Jeziorem Grzymisławskim.
- Biblioteka Publiczna im. Heliodora Święcickiego przy ul. Grunwaldzkiej 10